# Dypsis decaryi
Dypsis decaryi es una especie de palmera con el nombre común de Palmera triangular nativa de la selva lluviosa de Madagascar.

## Descripción
Puede alcanzar los 15 metros de altura a pesar de que rara vez se encuentra con esa altura fuera de su hábitat natural debido a que es relativamente nueva en cultivo. Las hojas son de unos 2,5 metros de largo, arqueadas que nacen casi verticales y luego se arquean elegantemente hasta alrededor de un metro de su extremo. Las bases de las hojas crecen en tres lados distintos de la planta, formando un triángulo, que le da su nombre común. Las flores van desde el amarillo al verde y producen un fruto no comestible amarillo verdoso de unos 25 mm de diámetro. Florece durante todo el año.

## Cultivo
La palma es una planta ornamental y debe ser cultivadas al aire libre para mostrar su forma única. Prefiere pleno sol y riego regular, aunque puede tolerar la sequedad ocasional y la sombra parcial. Si se les da la opción prefiere suelos arenosos. Debido a que la planta no se trasplanta bien, es de difícil cultivo comercial. Sin embargo, los frutos del árbol son conocidos por su alto valor nutritivo. Es de rápido crecimiento, una vez establecido y su semilla germina normalmente dentro de un mes de haber sido plantada.
[editar] estado de amenaza
Aunque esta especie se cultiva ahora comúnmente en numerosos lugares cálidos , hay sólo unos 1000 individuos en su hábitat nativo, una pequeña área al sur de Madagascar. Está amenazada tanto por el fuego como por la recolección de sus semillas para la exportación.

## Taxonomía
Dypsis decaryi fue descrita por (Jum.) Beentje & J.Dransf. y publicado en Palms of Madagascar 195–197. 1995
Siononimia
- Neodypsis decaryi[6]

## Galería

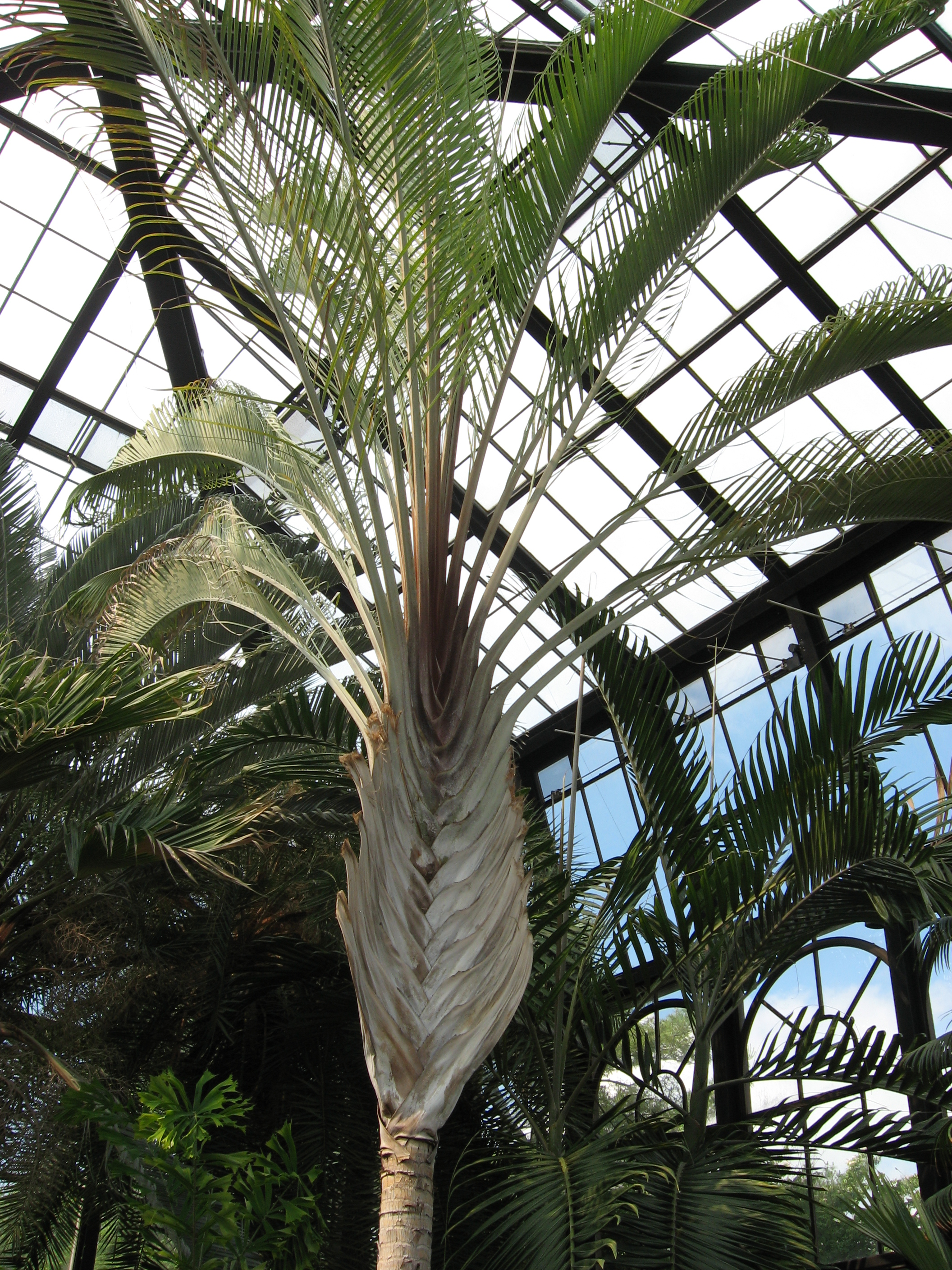
Dypsis decaryi
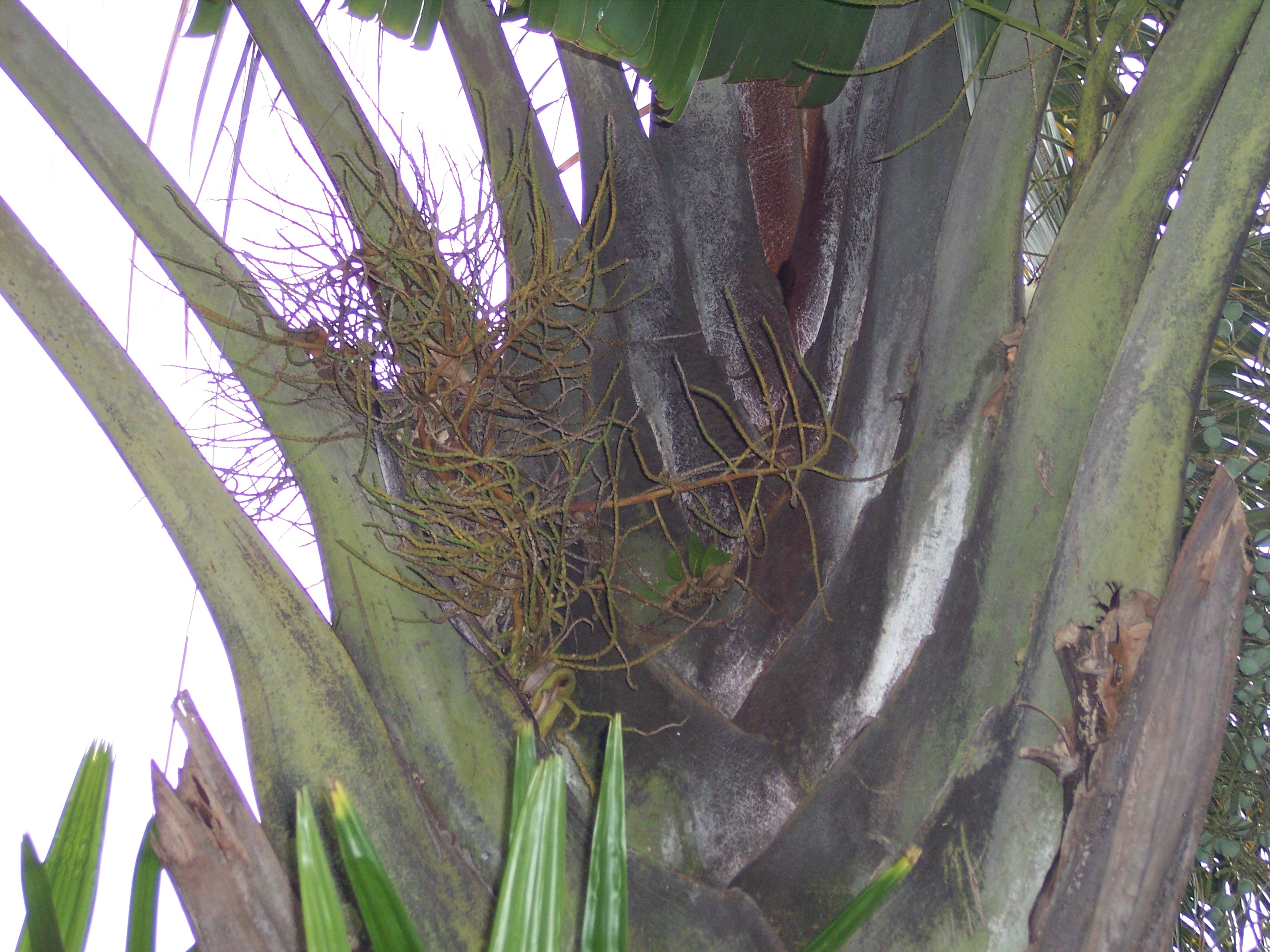
Hojas con inflorescencias
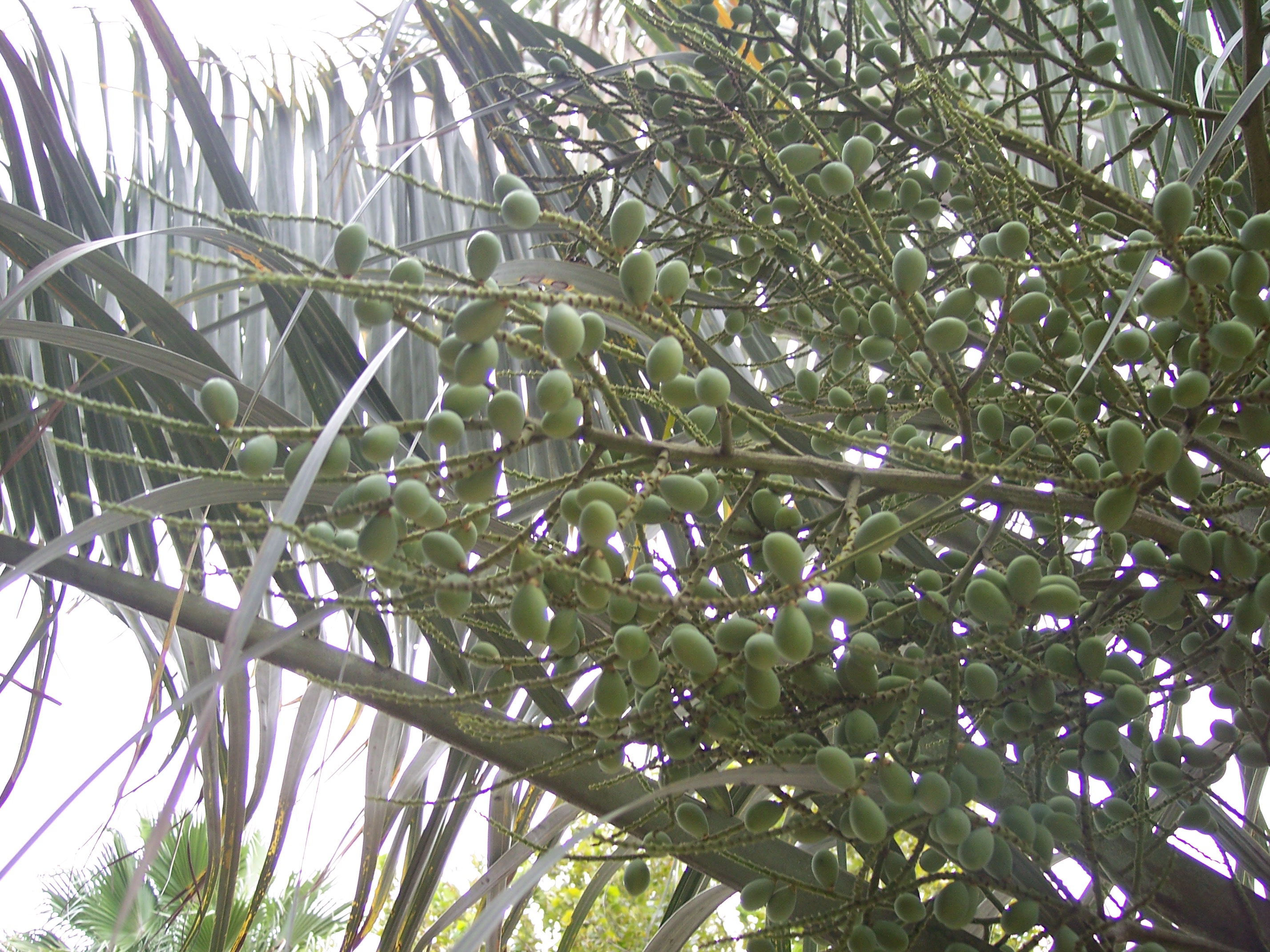
Fruto
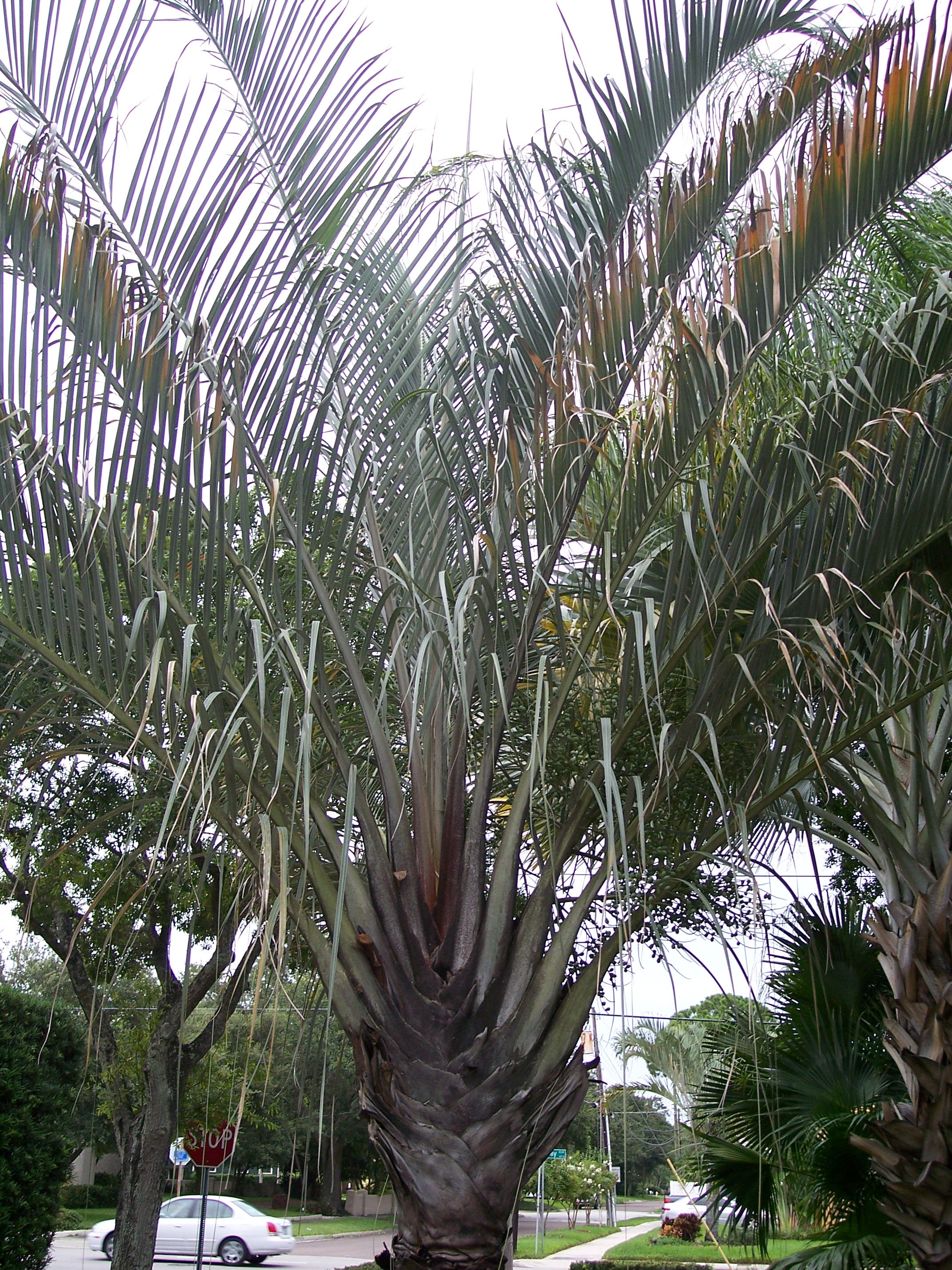
Capitel
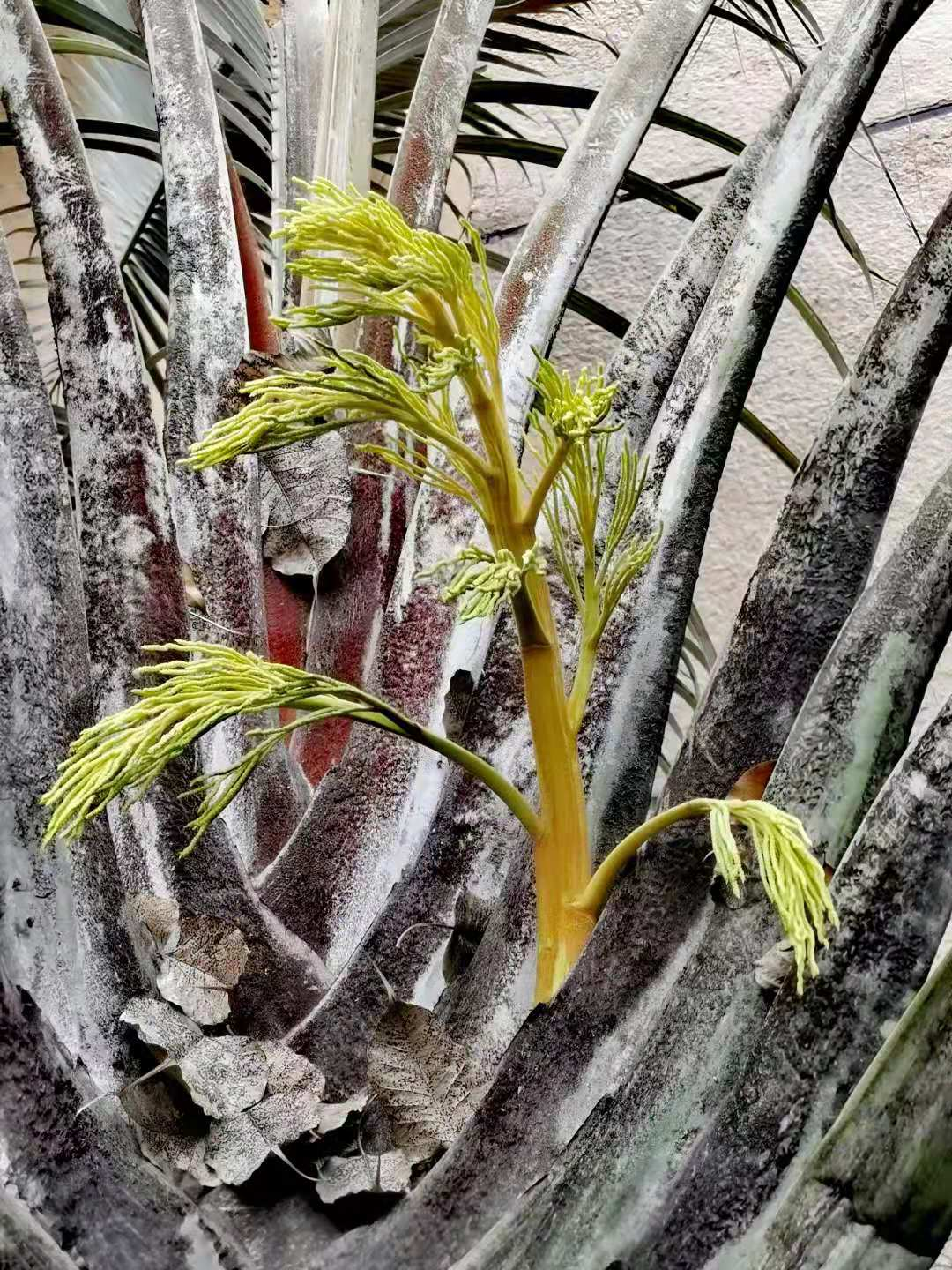
Nueva rama que crece a partir de una hoja.